# فرودگاه لریان برتاین جنوبی
فرودگاه لُریان برُتاین جنوبی (به فرانسوی: Aéroport de Lorient Bretagne Sud) یک فرودگاه Joint Mil-Civ airfield با کد یاتا LRT است که یک باند فرود آسفالت دارد و طول باند آن ۱۶۷۰ متر است. این فرودگاه در شهر لوریان کشور فرانسه قرار دارد و در ارتفاع ۴۹ متری از سطح دریا واقع شده است.